# Ленджаб-е Софла
Ленджаб-е Софла (перс. لنجاب سفلي) — село в Ірані, у дегестані Сарук, у бахші Сарук, шагрестані Фараган остану Марказі. За даними перепису 2006 року, його населення становило 64 особи, що проживали у складі 16 сімей.

## Клімат
Середня річна температура становить 11,38 °C, середня максимальна – 30,54 °C, а середня мінімальна – -10,36 °C. Середня річна кількість опадів – 270 мм.
| Клімат поселення                              | Клімат поселення | Клімат поселення | Клімат поселення | Клімат поселення | Клімат поселення | Клімат поселення | Клімат поселення | Клімат поселення | Клімат поселення | Клімат поселення | Клімат поселення | Клімат поселення | Клімат поселення |
| Показник                                      | Січ.             | Лют.             | Бер.             | Квіт.            | Трав.            | Черв.            | Лип.             | Серп.            | Вер.             | Жовт.            | Лист.            | Груд.            |                  |
| Середній максимум, °C                         | 6,64             | 8,25             | 12,36            | 18,44            | 22,89            | 29,42            | 30,54            | 29,86            | 25,04            | 19,20            | 12,05            | 6,78             |                  |
| Середня температура, °C                       | −1,86            | −0,26            | 3,85             | 9,93             | 14,40            | 20,92            | 24,90            | 24,22            | 19,40            | 13,56            | 6,41             | 1,13             |                  |
| Середній мінімум, °C                          | −10,36           | −8,76            | −4,64            | 1,44             | 5,89             | 12,42            | 19,26            | 18,58            | 13,76            | 7,91             | 0,75             | −4,53            |                  |
| Норма опадів, мм                              | 40               | 35               | 48               | 37               | 35               | 7                | 1                | 1                | 0                | 7                | 23               | 36               |                  |
| Середньомісячна швидкість вітру, м/с          | 1.50             | 2.14             | 3.03             | 3.08             | 2.74             | 2.42             | 2.41             | 2.42             | 2.21             | 2.07             | 1.87             | 1.34             |                  |
| Середньомісячна сонячна радіація, кДж/м²·день | 9079             | 12181            | 14742            | 18159            | 22160            | 26956            | 25919            | 23968            | 20995            | 15519            | 10892            | 8937             |                  |
| --------------------------------------------- | ---------------- | ---------------- | ---------------- | ---------------- | ---------------- | ---------------- | ---------------- | ---------------- | ---------------- | ---------------- | ---------------- | ---------------- | ---------------- |
| Джерело:                                      |                  |                  |                  |                  |                  |                  |                  |                  |                  |                  |                  |                  |                  |